# Chrysina
Chrysina är ett släkte av skalbaggar. Chrysina ingår i familjen Rutelidae.

## Bildgalleri

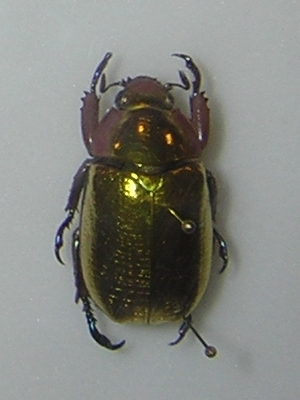

## Dottertaxa tillChrysina, i alfabetisk ordning[1]
- Chrysina adelaida
- Chrysina adolphi
- Chrysina aenigmatica
- Chrysina alfredolaui
- Chrysina alphobarrerai
- Chrysina argenteola
- Chrysina aurigans
- Chrysina auripes
- Chrysina aurofoveata
- Chrysina auropunctata
- Chrysina aurora
- Chrysina badeni
- Chrysina baileyana
- Chrysina batesi
- Chrysina beckeri
- Chrysina beraudi
- Chrysina beyeri
- Chrysina boucardi
- Chrysina brevis
- Chrysina bruyeai
- Chrysina cavei
- Chrysina centralis
- Chrysina chalcothea
- Chrysina chloreis
- Chrysina chrysargyrea
- Chrysina chrysopedila
- Chrysina clypealis
- Chrysina colima
- Chrysina confusa
- Chrysina costata
- Chrysina crassimargo
- Chrysina cunninghami
- Chrysina cupreomarginata
- Chrysina curoei
- Chrysina cusuquensis
- Chrysina dianae
- Chrysina difficilis
- Chrysina diversa
- Chrysina dzidorhum
- Chrysina ericsmithi
- Chrysina erubescens
- Chrysina expansa
- Chrysina flohri
- Chrysina gieberti
- Chrysina gloriosa
- Chrysina gorda
- Chrysina guatemalensis
- Chrysina guaymi
- Chrysina halffteri
- Chrysina hawksi
- Chrysina howdenorum
- Chrysina intermedia
- Chrysina karschi
- Chrysina lacordairei
- Chrysina laniventris
- Chrysina lecontei
- Chrysina limbata
- Chrysina luteomarginata
- Chrysina macropus
- Chrysina magnifica
- Chrysina magnistriata
- Chrysina marginata
- Chrysina misteca
- Chrysina modesta
- Chrysina moroni
- Chrysina nogueirai
- Chrysina optima
- Chrysina oreicola
- Chrysina orizabae
- Chrysina pastori
- Chrysina pehlkei
- Chrysina peruviana
- Chrysina plusiotina
- Chrysina prasina
- Chrysina protostelica
- Chrysina psittacina
- Chrysina purpurata
- Chrysina purulhensis
- Chrysina quetzalcoatli
- Chrysina quiche
- Chrysina ratcliffei
- Chrysina resplendens
- Chrysina rodriguezi
- Chrysina sallaei
- Chrysina schusteri
- Chrysina sirenicola
- Chrysina spectabilis
- Chrysina strasseni
- Chrysina tapantina
- Chrysina taylori
- Chrysina tecunumani
- Chrysina terroni
- Chrysina tricolor
- Chrysina triumphalis
- Chrysina tuerkheimi
- Chrysina veraguana
- Chrysina victorina
- Chrysina wolfi
- Chrysina woodi
- Chrysina xalixteca
- Chrysina zapoteca